# Danylo Kamenezkyj

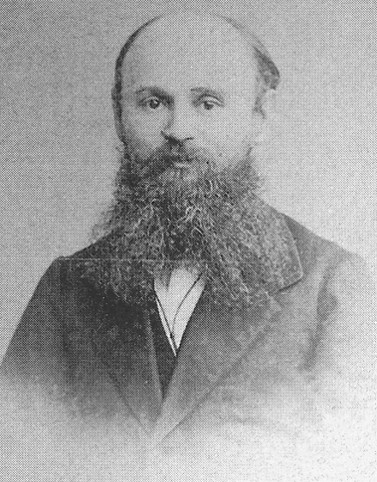
Danylo Kamenezkyj

Danylo Semenowytsch Kamenezkyj (ukrainisch Данило Семенович Каменецький; 1830–1881) war ein ukrainischer Ethnograph und Verleger.

## Leben
Der aus Hluchiw stammende Danylo Kamenezkyj besuchte bis etwa 1852 in Nowhorod-Siwerskyj das Gymnasium und absolvierte 1857 die St.-Wladimir-Universität in Kiew.
Kamenezkyj war der Leiter des Druck- und Verlagshauses P. Kulisch. Nach der Gründung der ukrainischen wissenschaftlichen und literarischen Monatszeitschrift Основ Osnowa in Sankt Petersburg war er in den Jahren  1861 und 1862 mit organisatorischen und technischen Abläufen dieser Zeitschrift beschäftigt.
Anfang April 1858 traf er den ukrainischen Dichter Taras Schewtschenko und war 1860 an der Veröffentlichung von dessen Gedichtsammlung Kobsar im Jahr 1860 sowie an vielen weiteren ukrainischen literarischen Werken und populären Büchern für das Volk, unter anderem von Marko Wowtschok, beteiligt.
Er war der Verfasser der Gedichtsammlung Ukraïns'ki pisni z holosamy (zu deutsch: Ukrainische Lieder mit Stimmen).